# Heidy Juárez
Heidy Marleny Juárez Guzmán (Ciudad de Guatemala, 14 de mayo de 1977) es una deportista guatemalteca que compitió en taekwondo.
Ganó una medalla en el Campeonato Mundial de Taekwondo de 1995, y cuatro medallas en el Campeonato Panamericano de Taekwondo entre los años 1996 y 2004. En los Juegos Panamericanos consiguió dos medallas en los años 1999 y 2007.

## Palmarés internacional
| Campeonato Mundial      | Campeonato Mundial              | Campeonato Mundial | Campeonato Mundial |
| Año                     | Lugar                           | Medalla            | Categoría          |
| ----------------------- | ------------------------------- | ------------------ | ------------------ |
| 1995                    | Manila (Filipinas)              | Medalla de bronce  | –70 kg             |
| Juegos Panamericanos    |                                 |                    |                    |
| Año                     | Lugar                           | Medalla            | Categoría          |
| 1999                    | Winnipeg (Canadá)               | Medalla de oro     | –67 kg             |
| 2007                    | Río de Janeiro (Brasil)         | Medalla de plata   | –67 kg             |
| Campeonato Panamericano |                                 |                    |                    |
| Año                     | Lugar                           | Medalla            | Categoría          |
| 1996                    | La Habana (Cuba)                | Medalla de plata   | –70 kg             |
| 2000                    | Oranjestad (Aruba)              | Medalla de bronce  | –67 kg             |
| 2002                    | Quito (Ecuador)                 | Medalla de plata   | –67 kg             |
| 2004                    | Santo Domingo (Rep. Dominicana) | Medalla de plata   | –72 kg             |